# Terezinha Maia
Terezinha Maia De Medeiros (São Fernando, 21 de abril de 1965), mais conhecida como Terezinha Maia é deputada estadual eleita pelo estado do Rio Grande do Norte, filiada ao Partido Liberal (PL).
Filha dos comerciantes José Meira dos Santos e Maria Irinéia do Santos, Terezinha Maia de Medeiros nasceu em Caicó e cresceu na zona rural de São Fernando, região Seridó do Rio Grande do Norte. Casou-se com Paulo Emídio de Medeiros, ex-prefeito de São Gonçalo do Amarante (em memória), com quem teve duas filhas, Emília Caroline Maia de Medeiros e Natália Candice Maia de Medeiros.
Formada em Gestão Pública e Empresarial, Terezinha foi primeira-dama, secretária de Assistência Social e vice-prefeita de São Fernando, entre os anos 2000 e 2016. Foi primeira-dama de São Gonçalo do Amarante (4º maior município do estado) de janeiro de 2017 a maio de 2022, quando seu marido, prefeito Paulinho, faleceu vítima de câncer aos 59 anos. 
Em 2018 foi candidata a deputada estadual pelo Partido Liberal (PL) e ficou na suplência, com 26.849 votos. Já nas eleições de 2022 voltou a ser candidata e foi eleita deputada estadual por 29.440 potiguares.
Na Assembleia Legislativa do Rio Grande do Norte, a parlamentar faz parte do bloco 'independente". 

### Desempenho em eleições
| Ano  | Eleição                         | Coligação                 | Partido | Candidato a       | Votos  | %     | Resultado  |
| ---- | ------------------------------- | ------------------------- | ------- | ----------------- | ------ | ----- | ---------- |
| 2012 | Municipal de São Fernando       | PR e PSB                  | PR      | Vice-prefeita     | 2.341  | 82,72 | Eleita     |
| 2018 | Estadual no Rio Grande do Norte | PR, PSB, PSDB, PSD e PROS | PR      | Deputada Estadual | 26.849 | 1,59  | Não Eleita |
| 2022 | Estadual no Rio Grande do Norte | PL                        | PL      | Deputada Estadual | 29.440 | 1,56  | Eleita     |